# Острів (фільм, 1989)
«Острів» (рос. «Остров») — радянський художній двосерійний фільм 1989 року режисера Леоніда Квініхідзе за сценарієм Едуарда Акопова.

## Сюжет
Події відбуваються на безлюдному острові, куди рано вранці теплохід висадив закоханих Сашу і Риту. Тут же з'являються: дивакуватий Жора, молодий «Дід Мороз» і «Рудий», який виявляється колишнім чоловіком Рити. Між Сашею і «Рудим» виникає сварка, що перейшла в бійку, де перемагає колишній чоловік. Саша, не бажаючи миритися з поразкою, стрибає в море, не вміючи плавати. І на острові залишаються тільки четверо.

## В ролях
- Юрій Дербеньов — Саша
- Дар'я Михайлова — Рита
- Сергій Шакуров — Рудий
- Йосиф Хаїндрава — Жора
- Сергій Покровський — «Дід Мороз»

## Знімальна група
- Автор сценарію: Едуард Акопов
- Режисер: Леонід Квініхідзе
- Оператор: Володимир Дмитрієвський
- Художник: Євген Черняєв
- Композитор: Олександр Зацепін